# Rompecabezas de construcción
Un rompecabezas de construcción es un rompecabezas en el que los jugadores tienen que construir (ensamblar) un artilugio técnico. Este puede ser un objeto estático (como un puente) o un objeto mecánico (como una máquina).En un sentido más amplio, un rompecabezas de construcción es cualquier rompecabezas en el que los jugadores tienen que ensamblar un conjunto determinado de piezas de una manera determinada. Ejemplos de este tipo de rompecabezas de construcción son los rompecabezas de palos, muchos rompecabezas de mosaicos y también algunos rompecabezas mecánicos .

## Tipos de rompecabezas de construcción
- Algunos rompecabezas mecánicos son rompecabezas de construcción.
- Algunos problemas de embalaje pueden verse como rompecabezas de construcción.
- Los rompecabezas de palos son un subtipo de rompecabezas de construcción.
- Algunos rompecabezas de mosaicos pueden considerarse rompecabezas de construcción.
- otros

## Ejemplos
- Meccano
- Carrera de armadillos
- Constructor de puentes 2
- Máquinas locas
- Máquinas locas 2
- Elefunk
- La máquina increíble
- Manía de las tuberías
- Mundo de Goo